# Tendrement
Albums de Lorie
Près de toi
(2001) Live Tour 2003
(2003)
Singles
1. J'ai besoin d'amour
Sortie : 1er octobre 2002
2. À 20 ans
Sortie : 13 janvier 2003
3. Sur un air latino
Sortie : 19 mai 2003

Tendrement est le deuxième album studio de la chanteuse française Lorie, sorti le 17 septembre 2002. Il s'est vendu à plus d'un million d'exemplaires en Europe et a été certifié disque de platine en France.

## Liste des pistes
| #   | Titre | Durée |
| --- | --- | ----- |
| 1.  | Intro | 0:30  |
| 2.  | Sur un air latino (seulement sur la réédition de l'album) Auteur(s)/compositeur(s) : Johnny Williams, Pierre Billon, Lorie | 3:31  |
| 3.  | J'ai besoin d'amour Auteur(s)/compositeur(s) : Johnny Williams, Pierre Billon                                              | 3:38  |
| 4.  | Fan'2 toi Auteur(s)/compositeur(s) : Johnny Williams, Thierry Sforza                                                       | 4:38  |
| 5.  | Pour que tu me reviennes Auteur(s)/compositeur(s) : Johnny Williams, Pierre Billon                                         | 4:01  |
| 6.  | Tendrement Auteur(s)/compositeur(s) : Johnny Williams                                                                      | 3:54  |
| 7.  | Ton sourire Auteur(s)/compositeur(s) : Johnny Williams, Louis Element                                                      | 3:41  |
| 8.  | Dans mes rêves Auteur(s)/compositeur(s) : Johnny Williams, Pierre Billon                                                   | 3:57  |
| 9.  | Dis-moi Auteur(s)/compositeur(s) : Johnny Williams, Pierre Billon                                                          | 3:43  |
| 10. | À 20 ans Auteur(s)/compositeur(s) : Johnny Williams, Pierre Billon                                                         | 3:20  |
| 11. | Je t'aime maman Auteur(s)/compositeur(s) : Johnny Williams, Pierre Billon                                                  | 3:58  |
| 12. | Laisse faire le fun (featuring 4 You) Auteur(s)/compositeur(s) : Johnny Williams, Thierry Sforza                           | 4:02  |

## Singles
- J'ai besoin d'amour est le premier single issu de l'album, il est sorti en octobre 2002. Il s'est vendu à plus de 200 000 exemplaires[2] et a été certifié disque d'or en France[1].
- À 20 ans est le second single extrait de l'album, il est sorti en janvier 2003. Celui-ci s'est vendu à plus de 195 000 exemplaires[3] et a été certifié disque d'argent en France[4]. Une version limitée contient la reprise du titre Sans contrefaçon de la chanteuse Mylène Farmer.
- Sur un air latino est le dernier single extrait de l'album. Au départ, celui-ci n'était pas disponible sur l'album, voilà pourquoi une réédition est sortie. Ce single est l'un des plus vendus dans la carrière de Lorie. Il s'est vendu à plus de 520 000[5] exemplaires et a été certifié disque de platine en France et Belgique[6],[7].

## Versions commercialisées

### édition simple
Cette première version est sortie le 17 septembre 2002. Elle ne contient pas le titre Sur un air latino.
Une édition limitée digipack, sortie en même temps, se présente sous la forme d'une boite cartonnée et contient des photos inédites et des cartes postales.

### Édition limitée Noël
Cette version est sortie le 2 décembre 2002 et contient les mêmes titres que la version originale avec, en plus, la version anglaise et la version acoustique de J'ai besoin d'amour. Cette édition spéciale Noël se présente sous la forme d'une boite cartonnée ouvrante et contient des photos inédites, des vignettes autocollantes et un DVD reprenant les clips de ses 4 premiers singles.

### Réédition
Cette réédition de la version originale est sortie le 2 juin 2003 et comprend en plus le titre inédit Sur un air latino.

### Autres versions
- La version originale et sa réédition sont aussi sorties en cassette audio.
- Une coffret 2CD contenant la réédition de Tendrement ainsi que l'album Près de toi est sortie le 20 septembre 2003 et s'est classée 183e du top album[8]. Une autre édition de ce coffret est sortie le 19 mai 2005.
- Une réédition exclusive Carrefour est sortie en décembre 2009 sous forme de pochette en carton.

source : Just-Lorie.net

## Ventes et certifications
En 2005, Lorie reçoit un "Platinum Europe Awards" pour avoir écoulé son album Tendrement à plus d'un million d'exemplaires dans toute l'Europe.
En France, l'album s'est vendu à environ 787 500 exemplaires mais n'a été certifié que disque de platine pour 300 000 ventes.
| Pays     | Certification | Date de certification    | Ventes Certifiées |
| -------- | ------------- | ------------------------ | ----------------- |
| France   | Platine       | 6 novembre 2002          | 300 000           |
| Canada   | Or            | Janvier 2003             | 50 000            |
| Belgique | Or            | 1er février 2003         | 20 000            |
| Suisse   | Or            | 2002                     | 20 000            |
| Europe   | Platine       | Juillet 2005 - Août 2005 | 1 000 000         |

## Classements
| Classement          | Meilleure position | Semaines |
| ------------------- | ------------------ | -------- |
| France              | 1                  | 69       |
| Belgique (Wallonie) | 11                 | 40       |
| Suisse              | 13                 | 24       |

| Classement (2002)   | Position  |
| ------------------- | --------- |
| France              | 12 (2002) |
| Belgique (Wallonie) | 61        |
| Suisse              | 93        |
| Classement (2003)   | Position  |
| Belgique (Wallonie) | 50        |